# فرانسيس ميلفيل
فرانسيس هيلين ميلفيل (11 أكتوبر 1873 – 7 مارس 1962)، مدافعة اسكتلندية عن حق المرأة في الاقتراع، وعن حق المرأة في التعليم العالي في اسكتلندا، وواحدة من أوائل النساء اللواتي حصلن على شهادة جامعية من جامعة إدنبرة في عام 1892. كانت رئيسة الاتحاد البريطاني للجامعيات بين عامي 1935 و1942.

## حياتها المبكرة
ولدت ميلفيل في ميركيستون في إدنبرة، وكانت الابنة الكبرى لفرانسيس سوثر ميلفيل، كاتب مفوض في المحكمة المدنية العليا، وهيلين أليكسندرينا كير. كانت ميلفيل واحدة من بين سبعة أولاد؛ خمسة أشقاء وشقيقتين اثنتين. أمضت ميلفيل طفولتها في إدنبرة، حيث تلقت تعليمها في كلية جورج واتسون للسيدات ودرست الموسيقى لاحقًا لمدة عام في ألمانيا.

## تعليمها
بعد قانون الجامعات (في اسكتلندا) لعام 1889 الذي سمح للنساء بالتخرج من الجامعات في اسكتلندا، أصبحت ميلفيل واحدة من أوائل النساء اللواتي حصلن على شهادة جامعية في جامعة إدنبرة في عام 1892. تخرجت بعد خمس سنوات في عام 1897 بدرجة الماجستير برتبة الشرف الأولى في الفلسفة. وحصلت في عام 1910 على درجة البكالوريوس في اللاهوت من جامعة سانت أندروز، وهي أول امرأة في اسكتلندا تتخرج بهذه الدرجة.

## مسيرتها الأكاديمية
عملت ميلفيل بعد تخرجها كمدرّسة في جامعة إدنبرة منذ عام 1896 حتى عام 1899، فأعطت أولًا دروسًا في المنطق وعلم النفس والميتافيزيقيا، وكانت الجامعة حينها برئاسة البروفيسور أندرو سيث برينغل-باتينسون. شغلت ميلفيل منصب أمين سكن الجامعة في جامعة سانت أندروز بين عامي 1899 و1909. كتبت عند مغادرتها المنصب «مذكرة عن واجبات أمين سكن الجامعة»، ويحتفظ أرشيف جامعة سانت أندروز اليوم بتلك المذكرة. بعد فترة قصيرة من كونها محاضِرة في العلوم العقلية والأخلاقية في كلية تشيلتنهام للسيدات، خلَفت ميلفيل جانيت آن غالاوي في منصب رئيسة كلية كوين مارغريت، جامعة غلاسكو، وهو المنصب الذي شغلته منذ عام 1909 حتى إغلاق الكلية في عام 1935.
بعد أن أصبحت ميلفيل رئيسة قسم السيدات في جامعة غلاسكو، طُلب منها جمع معلومات حول مدى كفاءة النساء لمناصب الخدمة الدبلوماسية والقنصلية. قاد ذلك إلى مراسلات مطولة بين ميلفيل والمربية مارجوري راكسترو، أمينة سكن ماسون هاوس في جامعة إدنبرة. أمِلَت راكسترو في تجميع بيانات من كل الجامعات الاسكتلندية، لدعم إمكانات المرأة في الخدمة الحكومية وطلبت مساعدة ميلفيل في تزويدها بمعلومات عن خريجات جامعة غلاسكو. كانت ميلفيل في ذروة حياتها المهنية، أكبر أكاديمية في اسكتلندا وتميزت بإنجازاتها الأكاديمية وقدراتها الإدارية. حصلت ميلفيل على درجة دكتوراة فخرية في القانون من جامعة غلاسكو في عام 1927. وكانت أول امرأة أكاديمية تحصل على درجة فخرية من الجامعة. في قائمة شرف تكريمات عيد ميلاد الملك لعام 1935، كُرّمت ميلفيل بحصولها على وسام رتبة الإمبراطورية البريطانية.

## نشاطها السياسي
دافعت ميلفيل طوال حياتها عن قضية تعليم المرأة. وقدمت في عام 1902 دراسة بعنوان «التعليم الجامعي للمرأة في اسكتلندا: آثاره على الحياة الاجتماعية والفكرية» في مؤتمر الاتحاد الوطني للعاملات في بريطانيا العظمى وأيرلندا في إدنبرة، وفي عام 1911 ساهمت كذلك بمقال يحمل عنوان «تعليم المرأة» ضمن مجموعة من المقالات، وضع المرأة: الفعلي والحقيقي. جادلت ميلفيل في حق جميع النساء بحصولهن على تعليمٍ عام، وبأن هذا الانفصام الزائف بين المثل الأنثوية فيما يخص الشؤون المنزلية والمهنية، كان له تأثيره الضار على المواقف تجاه تعليم المرأة. أنشأت ميلفيل رابطة النساء الجامعيات خلال الفترة التي قضتها في جامعة سانت أندروز، وكانت بين عامي 1930 و1931 رئيسة الرابطة الدولية لأخوات المحبة، ورئيسة الاتحاد البريطاني للجامعيات بين عامي 1935 و1942.